# Löwenburg (Lauenberg)
Die Löwenburg, auch Lauenburg genannt, ist die Ruine einer hochmittelalterlichen Höhenburg im Dasseler Ortsteil Lauenberg in Niedersachsen. 

## Beschreibung
Die Reste der Burganlage befinden sich westlich von Lauenberg auf einem Bergsporn oberhalb des Tals der Dieße. Die Befestigungsanlage war durch Steilabhänge im Osten und Westen auf natürliche Weise geschützt. Von der Burg aus ließen sich zwei Handelswege überblicken. Dies war der Weg von Einbeck nach Uslar und der Weg von Hann. Münden nach Eschershausen.
An Bauresten der Burganlage sind einige Mauerstücke und ein Wandteil eines früheren Gebäudes vorhanden. Der aus rotem Sandstein gemauerte Wandrest mit zwei Fensteröffnungen ist etwa 10 Meter hoch und drei Meter breit. Er gehörte zu einem 11 × 17 Meter großen Gebäude auf einem Felssockel an zentraler Stelle innerhalb der Burganlage. Daher ist es als das frühere Hauptgebäude anzusehen, bei dem es sich um eine Kemenate, ein Muthaus, einen Palas oder einen Wohnturm gehandelt haben könnte.

## Geschichte
Eine erste urkundliche Erwähnung der Burg als slosz Lewenberg ist aus dem Jahr 1388 überliefert. Die Namensgebung der Burg ist wie bei vielen anderen Befestigungsanlagen auf das mittelniederdeutsche Wort löuwe, lauwe, lōwe, lēwe = „Löwe“ und damit auf ein beliebtes Wappentier zurückzuführen.
Von der Ersterwähnung 1388 bis zum Jahr 1530 war die Burg Sitz eines Amts- und Gerichtsbezirks und stand im Besitz der Herzöge zu Braunschweig und Lüneburg. Da nach 1530 keine schriftlichen Erwähnungen der Burg mehr bekannt sind, ist von einer Aufgabe der Anlage in dieser Zeit auszugehen. Während des 16. Jahrhunderts verfiel die Burganlage. Auf der 1602 angefertigten Karte des Sollings von Johannes Krabbe findet sich der Eintrag „Wüstehauß Lauwenberg“, der darauf hinweist, dass die Burg zu dieser Zeit eine Ruine war. Erste Maßnahmen zur Restaurierung der Ruinenreste wurden 1907 ergriffen. Eine Vermessung der Befestigungsanlage und ihres Umfeldes führten Studierende der Geoinformatik von der Universität Hannover im Jahr 2010 durch.